# Lagamas
Lagamas é uma comuna francesa na região administrativa de Occitânia, no departamento de Hérault. Estende-se por uma área de 4,52 km². Em 2010 a comuna tinha 115 habitantes (densidade: 25,4 hab./km²).